# Éthiopie du Sud
L'Éthiopie du Sud est un État régional de l'Éthiopie. Elle se sépare de la région des nations, nationalités et peuples du Sud le 19 août  2023 après un référendum au résultat favorable.
Elle se compose des zones Wolayita, Gamo Gofa, Gedeo, Debub Omo, Ari et des woredas spéciaux Konso, Dirashe, Burji, Amaro, Basketo et Alle.